# Jarmila Smotlachová
Jarmila Smotlachová (* 21. července 1966 Plzeň) je česká politička, podnikatelka a soukromá zemědělkyně, od roku 2022 senátorka za obvod č. 28 – Mělník, v letech 2020 až 2024 zastupitelka Středočeského kraje, od roku 2002 zastupitelka, v letech 2002 až 2010 místostarostka a od roku 2010 starostka obce Hlavenec v okrese Praha-východ, členka ODS.

## Život
Dětství prožila v obci Dýšina, kde také navštěvovala základní školu. Po dokončení povinné školní docházky nastoupila ke studiu na Gymnáziu Opavská v Plzni. Následně vystudovala obor fytotechnika na fakultě agronomické Vysoké školy zemědělské v Praze (dnes Česká zemědělská univerzita v Praze) (promovala v roce 1989 a získala titul Ing.).

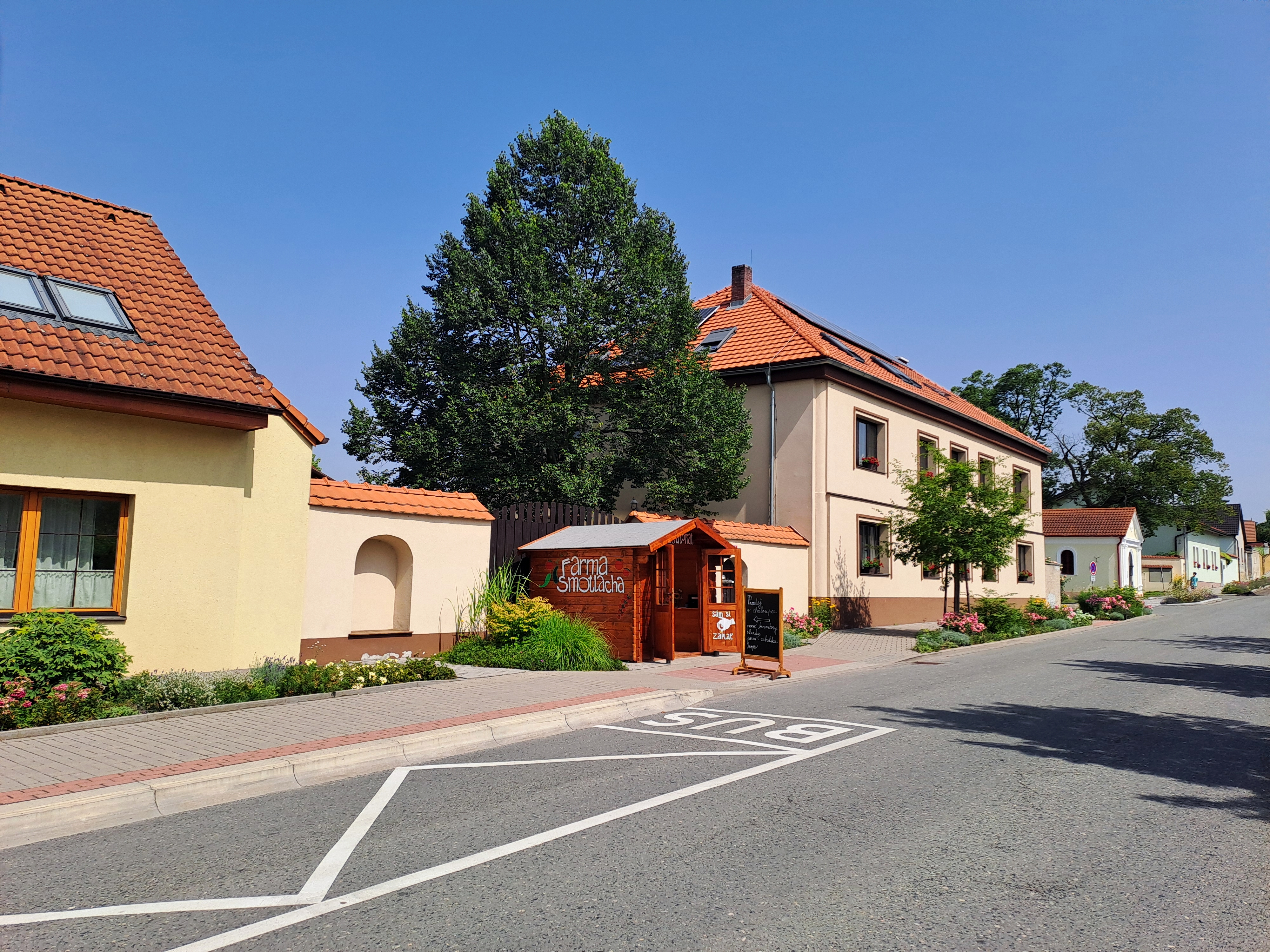
Farma Smotlacha v Hlavenci

V roce 1991 byl jejímu manželovi v rámci restitucí navrácen na hranici okresů Mělník a Praha-východ zdevastovaný rodinný statek v obci Hlavenec, který byl v roce 1952 zabrán zemědělským družstvem a celá jeho rodina byla nuceně z obce vystěhována. Společně se rozhodli statek zrekonstruovat, vybudovat zde tradiční rodinnou zelinářskou farmu Smotlacha a hospodařit na zemědělské půdě. Od té doby tuto zemědělskou farmu provozují a rozvíjejí. Od té doby zde také žije. Od roku 1987 je vdaná, společně s manželem Radkem vychovali tři děti (Adélu, Adama a Barboru).

## Politické působení
V komunálních volbách v roce 2002 byla zvolena jako nezávislá za subjekt „Sdružení nezávislých kandidátů - II.“ zastupitelkou obce Hlavenec. Ve volbách v roce 2006 post obhájila jako nezávislá za subjekt „Sdružení nezávislých kandidátů Hlavenec“. V letech 2002 až 2010 navíc působila jako místostarostka obce. Také ve volbách v roce 2010 byla zvolena zastupitelkou obce jako nezávislá za subjekt „Sdružení nezávislých kandidátů“. Následně se v listopadu 2010 stala starostkou obce.
Post zastupitelky a starostky obce obhájila i ve volbách v letech 2014 (nezávislá, lídryně kandidátky subjektu „Sdružení nezávislých kandidátů“) a 2018 (nezávislá, lídryně kandidátky subjektu „Sdružení nezávislých kandidátů HLAVENEC“). V komunálních volbách v roce 2022 kandidovala do zastupitelstva Hlavence jako lídryně kandidátky „Sdružení nezávislých kandidátů Hlavenec“. Mandát zastupitelky obce se jí podařilo obhájit. Dne 19. října 2022 byla opět zvolena starostkou obce. Obec Hlavenec se po jejím vedením aktivně zapojila do soutěže Vesnice roku, kde v roce 2011 získala titul Vesnice roku Středočeského kraje a zároveň obsadila druhé místo v rámci celé republiky. Od roku 2012 se aktivně zapojuje do práce Spolku pro obnovu venkova Středočeského kraje. Dále je členkou výkonné rady Místní akční skupiny Vyhlídky se sídlem v Mělníku.
V krajských volbách v roce 2020 byla jako nestranička za ODS zvolena zastupitelkou Středočeského kraje. V lednu 2022 podala rezignaci na členství ve Výboru pro regionální rozvoj a v Komisi pro spolupráci s městy a obcemi. V únoru 2022 začala působit jako předsedkyně Výboru pro životní prostředí a zemědělství. Mandát jí skončil po krajských volbách v roce 2024, jelikož nebyla znovu zvolena.
Ve volbách do Senátu PČR v roce 2022 kandidovala jako členka ODS v rámci koalice SPOLEČNĚ (tj. ODS a KDU-ČSL) v obvodu č. 28 – Mělník. Podporovala ji též strana Soukromníci. V prvním kole vyhrála s podílem hlasů 25,02 %, a postoupila tak do druhého kola, v němž se utkala s kandidátkou hnutí ANO Andreou Brzobohatou. V něm vyhrála poměrem hlasů 65,22 % : 34,77 %, a stala se tak senátorkou.
V Senátu je členkou Senátorského klubu ODS a TOP 09, Stálé komise Senátu pro rozvoj venkova, Výboru pro územní rozvoj, veřejnou správu a životní prostředí, je rovněž ověřovatelkou Senátu a místopředsedkyní Podvýboru pro zemědělství Výboru pro hospodářství, zemědělství a dopravu.